# Yusup Atabaýev
Yusup Atabaýev (ur. 11 maja 1994) – turkmeński szachista, arcymistrz od 2023 roku.

## Kariera szachowa
Pięciokrotnie reprezentował swój kraj na olimpiadzie szachowej w latach: 2008, 2012, 2014, 2016 i 2018. Wystąpił w Pucharze Świata w 2015 roku, gdzie w pierwszej rundzie przegrał z Aleksandrem Griszczukiem. W 2022 roku zwyciężył w turnieju NCC IM 2. W 2023 wziął udział w turnieju Neyshekar GM Norm, zajął 1. miejsce, zdobywając 6 pkt.
Najwyższy ranking w dotychczasowej karierze osiągnął 1 lutego 2023 roku, z wynikiem 2516 punktów.